# Kruni Cove
Die Kruni Cove (englisch; bulgarisch залив Круни saliw Kruni) ist eine 1,15 km lange und 0,9 km breite Bucht an der Ostküste von Robert Island im Archipel der Südlichen Shetlandinseln. Sie liegt zwischen dem Kitchen Point im Norden sowie dem Galiche Rock und dem Somovit Point im Süden.
Bulgarische Wissenschaftler kartierten sie 2009. Die bulgarische Kommission für Antarktische Geographische Namen benannte sie 2012 nach der thrakischen Stadt Kruni im Nordosten Bulgariens.